# VY Андромеды
VY Андромеды (лат. VY Andromedae) — тройная звезда в созвездии Андромеды на расстоянии приблизительно 3849 световых лет (около 1180 парсеков) от Солнца.

## Характеристики
Первый компонент (WDS J23018+4553A) — красный гигант, углеродная пульсирующая полуправильная переменная звезда типа SRB (SRB)* спектрального класса C3,5J-C4,4-5(R8), или C3,5J, или C(N). Видимая звёздная величина звезды — от +11,8m до +9,6m. Масса — около 2,026 солнечных, радиус — около 330,316 солнечных, светимость — около 1456,076 солнечных. Эффективная температура — около 3306 K.
Второй компонент — красный карлик спектрального класса M. Масса — около 89,49 юпитерианских (0,08543 солнечной). Удалён на 1,893 а.е..
Третий компонент (WDS J23018+4553B). Видимая звёздная величина звезды — +10,64m. Удалён на 0,2 угловой секунды.